# Utdikatjärnen (Ore socken, Dalarna, 679450-148194)
Utdikatjärnen är en sjö i Rättviks kommun i Dalarna och ingår i Dalälvens huvudavrinningsområde.